# UFC on ESPN: Machado Garry vs. Prates
UFC on ESPN: Machado Garry vs. Prates (também conhecido como UFC on ESPN 66) foi um evento de artes marciais mistas produzido pelo Ultimate Fighting Championship que aconteceu em 26 de abril de 2025, no T-Mobile Center em Kansas City, Missouri, Estados Unidos.

## Contexto
O evento marcou a terceira visita do UFC a Kansas City e a primeira desde o UFC on ESPN: Holloway vs. Allen em abril de 2023. O card fez parte da iniciativa "TKO Takeover", uma série de três eventos consecutivos promovidos pelas principais divisões da TKO Group Holdings: Professional Bull Riders (PBR), UFC e WWE, realizados nos dias 24, 26 e 28 de abril (o último sendo uma edição do WWE Raw).
Uma luta dos meio-pesados entre o ex-campeão Jamahal Hill e o ex-desafiante Khalil Rountree Jr. estava programada para ser a luta principal. Eles originalmente se enfrentariam no co-evento principal do UFC 303, mas Rountree saiu do card após ingerir acidentalmente DHEA em um suplemento contaminado. Em 1º de abril, a revanche foi cancelada novamente, dessa vez por conta de uma lesão persistente na perna de Hill.
Com isso, uma luta dos meio-médios entre Ian Machado Garry e Carlos Prates foi promovida à luta principal.
Uma luta dos penas entre Giga Chikadze e David Onama originalmente faria parte do UFC on ESPN: Emmett vs. Murphy, mas foi remanejada para este evento por motivos não revelados. Na pesagem, Chikadze marcou 147 libras (66,7 kg), uma libra acima do limite para lutas sem título. A luta ocorreu em peso casado, e Chikadze foi multado em 20% da bolsa, repassada a Onama.
Uma luta no peso médio entre Ikram Aliskerov e André Muniz também ocorreu no evento. Eles estavam previamente agendados para o UFC on ESPN: Perez vs. Taira em junho de 2024, mas Muniz saiu devido a uma fratura no pé. Uma nova tentativa foi feita para fevereiro de 2025, mas novamente a luta caiu devido a problemas de visto com Muniz.
Uma luta dos leves entre Mitch Ramirez e Ahmad Sohail Hassanzada foi agendada, mas Ramirez saiu com lesão e foi substituído por Evan Elder. Hassanzada posteriormente foi removido do evento após ser preso por acusações de agressão sexual, sendo substituído por Gauge Young.
Uma luta dos galos entre Chris Gutiérrez e John Castañeda também ocorreu neste evento. Eles originalmente se enfrentariam no UFC 313, mas a luta foi cancelada horas antes devido a uma doença não revelada de Castañeda.

## Prêmios bônus
Os seguintes lutadores receberam bônus de US$ 50.000.
- Luta da Noite: Randy Brown vs. Nicolas Dalby
- Desempenho da Noite: Zhang Mingyang e Malcolm Wellmaker